# Constantin II de Bulgarie
Pour les articles homonymes, voir Constantin II.
Constantin II de Bulgarie (bulgare : Константин II Асен) (mort le 16 septembre 1422). Prince de Bulgarie et tsar associé de Vidin de 1371 à 1396.

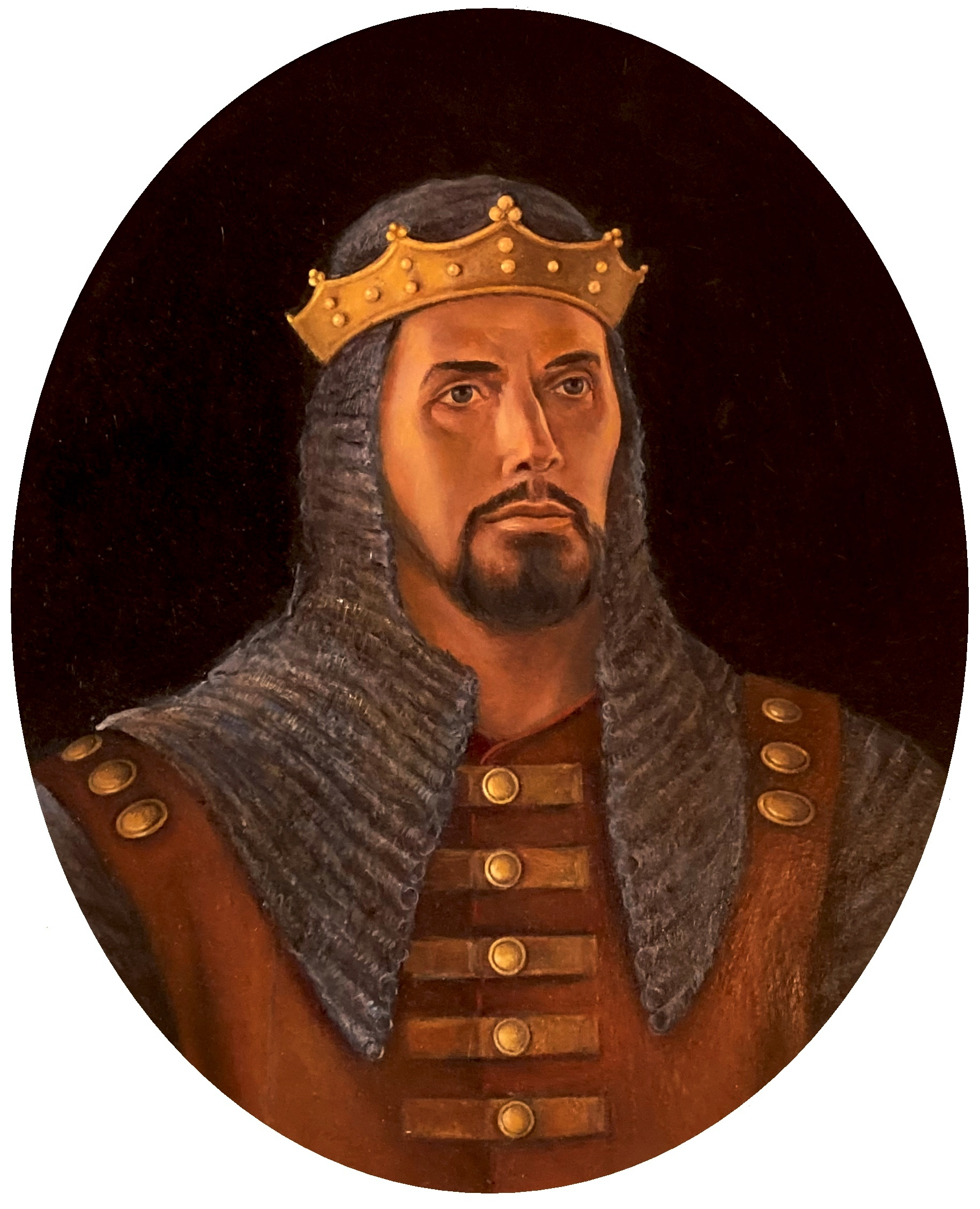

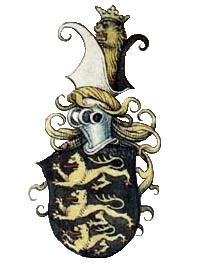
Armoiries des princes de Bulgarie

Fils et corégent du tsar Jean Stratzimir de Vidin. Après la bataille de Nicopolis qui avait scellé le sort de la Bulgarie, les Ottomans annexent la principauté de Vidin. Constantin s'échappe et se réfugie sur le territoire hongrois. Il meurt à Belgrade le 16 septembre 1422. 